# Untrue
Untrue – drugi album studyjny brytyjskiego producenta UK Garage Buriala, wydany 5 listopada 2007 roku przez Hyperdub.

## Lista utworów
1. "(niezatytułowany)" - 0:46
2. "Archangel" - 3:58
3. "Near Dark" - 3:54
4. "Ghost Hardware" - 4:53
5. "Endorphin" - 2:57
6. "Etched Headplate" - 5:59
7. "In McDonalds" - 2:07
8. "Untrue" - 6:16
9. "Shell of Light" - 4:40
10. "Dog Shelter" - 2:59
11. "Homeless" - 5:20
12. "UK" - 1:40
13. "Raver" - 4:59